# Grotta Romanelli
La grotta Romanelli è una delle grotte naturali costiere salentine, vicino a Castro. Segnalata già nel 1869 da geologi e paleontologi come Ulderigo Botti e, successivamente, da naturalisti come Cosimo De Giorgi, la sua importanza fu sancita nel corso del 1900-03 da una campagna di scavi avviata su intuizione di Paolo Emilio Stasi, coadiuvato da Pasquale De Lorentiis e da altre figure di eruditi e naturalisti locali.
La grotta è lunga solo 35 metri, e si ha evidenza dai ritrovamenti che fu un rifugio per l'uomo nel Paleolitico. Si costituisce da un unico ampio vano aperto e visibile dall'esterno. Si accede più comodamente dal mare e l'ingresso al suo interno è vietato.
All'atto della sua scoperta l'antro non era visibile in quanto occultato da banchi di brecce ossifere e tutto il suo volume interno occupato da successioni di strati, ricchi di reperti, di terreni rossi e bruni di origine eolica.

## La stratigrafia
Grotta Romanelli è molto importante nella storia degli studi preistorici perché con la sua scoperta fu definitivamente accertata la presenza del Paleolitico superiore in Italia a lungo negata da studiosi come il Pigorini. 
Ulteriori studi hanno rilevato come il sito sia stato frequentato a partire da 350 000, ad un periodo antencedente alla comparsa dei Neanderthal.
Le prime esplorazioni risalgono al 1900 ad opera di Paolo Emilio Stasi. Con gli scavi di Gian Alberto Blanc si mise in luce la stratigrafia completa della grotta, che ebbe due momenti di frequentazione: uno nel Paleolitico medio (Musteriano - strato G) l'altro nel Paleolitico superiore (Romanelliano - strati E-A)
- A -E) Formazione superiore di "terre brune" datata in un arco di tempo tra i 10.640+/-100 (strato D) e 9.880+/-100 (strato A) anni fa.
- F) Velo stalagmitico datato a 40 000 anni fa.
- G) Formazione argillosa di "terre rosse"
- H) Stalagmite datata a 69 000 anni fa.
- I) Pietrame a spigoli vivi.
- K) Spiaggia tirreniana.
- L) Roccia di base

### Uomini delle Terre Rosse
Nelle "terre rosse" di grotta Romanelli furono rinvenuti strumenti di pietra (raschiatoi) attribuibili al Musteriano. Con il termine "Musteriano" si intende la cultura che nel Paleolitico medio (120.000-40.000 anni fa) si diffonde in tutta Europa. Autore ne è l'uomo di Neanderthal, che si estingue all'inizio del Paleolitico superiore (40.000-35.000 anni fa), lasciando il posto all'uomo anatomicamente moderno.

### Uomini delle Terre Brune
Nelle "terre brune" furono rinvenuti strumenti litici, ossei e pietre incise attribuibili al Romanelliano, che è un aspetto del Paleolitico superiore finale italiano (circa 10.000 anni fa). Oltre agli strumenti vennero alla luce tre scheletri umani insieme ad altre ossa sparse.

## L'arte nel Paleolitico superiore in grotta Romanelli
Con il Paleolitico superiore (40/35.000-10.000 anni fa) nascono le prime manifestazioni artistiche eseguite dall'uomo moderno su oggetti (arte mobiliare) o su pareti di grotte (arte parietale). I motivi rappresentati sono soprattutto animali con accanto altri segni. Alla fine del Paleolitico superiore diventano più rare le figure naturalistiche a vantaggio di disegni fatti di linee o di soggetti schematici come animali dal profilo sommario. 
Grotta Romanelli ha restituito pietre incise con una grande varietà di motivi, cronologicamente parallele all'industria romanelliana.
Si tratta in gran parte di composizioni lineari e geometriche, tra le quali compaiono i cosiddetti nastriforni con l'estremità a ciuffo o ad occhiello. Più scarsi i soggetti animali, spesso con il corpo campito da linee. Un'unica pietra è dipinta con file sovrapposte di segni a forma di pettine. Sulle sue pareti, inoltre, è la figura di un bovide con altre figure fusiformi o ovali e fasci di linee verticali e oblique.